# Chukid Wanpraphao
Chukid Wanpraphao (thailändisch ชูคิด วรรณประเภา; * 2. Juli 2001), auch als Pong bekannt, ist ein thailändischer Fußballspieler.

## Karriere

### Verein
Chukid Wanpraphao erlernte das Fußballspielen in der Jugendmannschaft von Bangkok United. Hier unterschrieb er im Januar 2022 auch seinen ersten Profivertrag. Der Verein aus der Hauptstadt Bangkok spielte in der ersten Liga. Direkt nach Vertragsunterschrift wurde er für den Rest der Saison an den Drittligisten Krabi FC ausgeliehen. Mit dem Verein aus Krabi spielte er in der Southern Region der Liga. Am Ende der Saison 2021/22 feierte er mit dem Verein die Meisterschaft der Region sowie den anschließenden Aufstieg in die zweite Liga. Im August 2022 wurde er an den Drittligisten Samut Prakan FC ausgeliehen. Mit dem Verein aus Samut Prakan spielte er 23-mal in der Bangkok Metropolitan Region der Liga. Ende Mai 2023 kehrte er nach Bangkok zurück. Anfang August 2023 wechselte er ebenfalls auf Leihbasis zum Zweitligisten Ayutthaya United FC. Sein Zweitligadebüt für den Verein aus Ayutthaya gab er am 13. August 2023 (1. Spieltag) im Auswärtsspiel gegen den Zweitligaaufsteiger Dragon Pathumwan Kanchanaburi FC. Bei dem 1:0-Auswärsterfolg wurde er in der 90.+2 Minute für Guntapon Keereeleang eingewechselt. Am Ende der Saison 2023/24 belegte er mit dem Klub den sechsten Tabellenplatz und qualifizierte sich somit für die Aufstiegsspiele zur ersten Liga. Hier konnte man sich jedoch nicht durchsetzen. Nach 25 Ligaspielen, in denen er vier Tore erzielte, kehrte er nach der Ausleihe zu Bangkok United zurück. Nach einem Erstligaspiel wechselte er Ende Dezember 2024 zum zweiten Mal auf Leihbasis zum Ayutthaya United FC. Am Ende der Saison 2024/25 feierte er mit Ayutthaya die Vizemeisterschaft der zweiten Liga sowie den Aufstieg in die erste Liga. Nach dem Aufstieg verließ er den Verein. Im Sommer 2025 wurde er an den Zweitligaaufsteiger Pattani FC ausgeliehen.

### Nationalmannschaft
Chukid Wanpraphao spielt seit 2023 für die thailändische U23-Nationalmannschaft.

## Erfolge
Krabi FC
- Thai League 3 – South: 2021/22  ▲

Ayutthaya United FC
- Thailändischer Zweitligavizemeister: 2024/25  ▲